# 중앙집권
중앙집권(中央集權, 영어: centralisation, centralization)은 행정과 정치에서 권한과 재원이 중앙 정부로 일원화되어 있는 모양을 뜻한다. 넓은 의미에서 정보 수집과 결정권이 본사(본부)로 일원화되는 조직을 말하기도 한다. 반대어는 지방분권이며, 그 형태는 연방제, 분권 조직 등으로 나타난다.

## 정치 집중화

### 권위의 중앙집중화
권위의 중앙집중화 (centralization of authority) : 중앙 지점이나 조직 내의 사람에 대한 체계적이고 일관된 권위 집중.

### 역사[1]
이 개념은 중국의 진나라에서 상앙에 의해 처음 소개되었다. 진나라는 매우 관료적이었고, 황제인 진시황제의 관리 계층에 의해 관리되었다. 진 왕조는 진시황제가 다른 나라에서 정복된 영토를 포함하여 자신의 영토를 소유하고 통제 할 수 있게 해주었다. 그의 고문은 권위의 엄격한 중앙 집중화와 함께 중앙 및 관료주의 정부 하에서 새로운 법률과 규정을 설정함으로써 중국 봉건제를 종식시켰다. 이 시스템 하에서 군대와 정부는 번창했다. 왜냐하면 재능있는 개인이 더 쉽게 식별되어 특수 기능을 훈련받을 수 있었기 때문이다.

#### 고대 중국 정부의 중앙집권의 특징
- 군주제의 힘은 제국의 최고 권력이다. 황제는 나라의 모든 자원을 독점한다. 그의 성격과 능력은 국가의 번영을 결정한다. 이 독재 시스템은 신속한 의사 결정을 가능하게 하며, 발생하는 문제에 대한 복잡한 해결책을 피한다. 한 가지 단점은 황제의 은총을 얻기 위해 경쟁하는 궁중들이 스스로의 힘을 모아 내적인 갈등을 낳을 수 있다는 것이다.
- 행정 부서는 중앙 집중화된 권한을 가지고 있다. 각 관료주의 직업의 의무는 명확하게 정의되지 않아 관료가 정부를 관리하고 효과적으로 국가를 통치함에 따라 비 효율성이 발생한다.

### 권위의 중앙집중화의 개념
위임 후에 구현을 위한 행위가 필요하다. 따라서 결정을 내릴 수있는 권한은 당국의 대표단의 도움을 받아 확산될 수 있다.
모든 직책에서 의사 결정에 완전한 집중이 주어지면 당국의 중앙 집권을 즉시 수행할 수 있다. 이 개념은 일반적으로 권한의 중앙 집중화라고 한다. 중앙 집중화는 조직의 직위 또는 직위로 수행될 수 있다. 따라서 조직의 확장은 권한의 중앙 집중화라고 한다. 그리고 의사 결정 권한은 몇 가지 손에 들어 있어야 한다.

### 권위의 중앙집중화의 이점
1. 책임과 의무는 중앙 처리회 안에서 잘 정의되어 있다.
2. 의사 결정은 매우 직접적이고 명확하다.
3. 중앙 권력은 국가의 부 또는 권력의 증가로부터 이익을 얻을 수 있기 때문에 규칙을 지키는 국가의 복지에 큰 "포괄적인 관심"을 유지한다. 이러한 의미에서 국가와 통치자에 대한 인센티브가 조정된다.[2]

### 권위의 중앙 집중화의 단점
1. 결정을 내리는 동안 잘못된 결정이 내려 질 수 있고 하위 직위 부서가 의사 결정 권력을 갖지 않으므로 효율적이고 조직적인 최고 부서가 필요하다.
2. 각 부서 또는 도시의 관심과 지원이 균형을 이루지 못 할 수도 있습니다.
3. 업무 정보가 지연되면 정부의 비효율을 초래할 수 있다.
4. 센터와 다른 장소 간의 경제 및 정보 자원의 불일치는 중요하다.
5. 지역 및 지방 수준의 행위자를 통치 체제에서 제외하고 중앙 정부가 분쟁을 해결하거나 현지 지식과 전문 지식이 필요한 효과적인 정책을 수립 할 수 있는 역량을 축소한다.[2]

## 경제 집중화

### 중앙집중화(생산집중)와자본주의사이의 관계
V.I. 레닌의 책, 제국주의, 자본주의의 최고 단계 "... 대기업에서의 생산의 현저하고 급속한 집중은 자본주의의 가장 특징적인 특징 중 하나이다."(레닌, 1939). 생산을 개척하고 개별적이고 흩어져 있는 작은 워크샵에서부터 대규모 공장에 이르기까지 중앙 집중식으로 생산을 결정하여 자본주의를 세계로 이끌었다. 생산 집중이 특정 수준으로 발전하면 카르텔 (Cartel), 신디케이트 (syndicate) 및 신뢰 (Trust)의 당 조직과 같이 독점이 될 것이다. (레닌, 1939)
- 카르텔(Cartel) - 경제에서 카르텔은 가격을 통제하거나 시장에서 새로운 경쟁자의 진입을 막기위한 경쟁 회사 간의 합의이다. 판매 가격을 고정하고, 가격을 책정하고, 다양한 전술을 사용하여 생산을 줄이는 데 동의하는 판매자 또는 구매자의 공식 조직이다.
- 신디케이트(Syndicate) - 신디케이트는 공동의 이익을 추구하거나 증진하기 위해 특정 비즈니스를 처리하기 위해 형성된 개인, 회사, 기업 또는 단체로 구성된 자체 조직이다.
- 트러스트(Trust) - 단순히 토지나 채소가 다른 사람의 이익을 위해 수익자라고 불리는 재산의 소유권을 가진 한 사람의 경우 더 일반적인 것이나 더 유용한 것은 없다. 그러나 이 단어는 이제 특정 계급과 상업 협약에 느슨하게 적용되며 인기가 높고 비합리적인 결과로 인해 용어 자체가 오염되었다. "(Theodore, 1888)

## 비즈니스의 중앙집중화
조직에서 의사 결정 권한이 있는 곳은 기업이 다루어야하는 조직적인 문제이다.
의사 결정은 권위의 계시이다. 핵심 질문은 권한이 비즈니스의 중심에 있는 모든 것을 관리해야 하는지(중앙집중화) 아니면 중앙에서 멀리 위임해야 하는지(분산화) 여부이다.
중앙 집중식 또는 분산형의 선택은 다양하다. 많은 대기업은 중앙 집중화의 확장과 중앙 집중화의 확장을 필연적으로 수반하며, 여러 장소 또는 새로운 단위와 시장이 운영되기 시작할 때 필요하다.

### 중앙관리의 특징
1. 최상위 관리자는 의사 결정권을 집중적으로 보유한다.
2. 실행은 다른 수준의 경영진의 도움을 받아 최상위 경영진이 결정했다.
3. 하위 관리자는 최고 관리자가 지시하고 통제하는 직무를 수행한다.[3]

## 같이 보기
- 국민국가(nation-state)
- 내부식민지(internal colony)
- 민주집중제
- 분권(Decentralization)
- 식민지